# Wiederschwing, Stockenboi
Wiederschwing je naselje v Občini Stockenboi v Okraju Beljak-dežela na Koroškem v Avstriji.